# شبه‌جزیره کینای
شبه جزیره کینای (به انگلیسی:Kenai; Dena'ina: Yaghenen) شبه جزیره بزرگی است که از ساحل جنوب مرکزی آلاسکا بیرون آمده‌است. نام کینای (‎/ˈkiːnaɪ/‎، KEE-ny) از کلمه "Kenaitze" یا "قبیله سرخپوست Kenaitze "، نام قبیله بومی آلاسکایی آتاباسکایی، Kahtnuht'ana Dena'ina ("مردم" در امتداد رودخانه کاتنو (رود کینای) ")، که به طور تاریخی در این منطقه ساکن بوده‌است، گرفته شده‌است. آنها شبه جزیره کنای را Yaghanen ("سرزمین خوب") نامیدند.

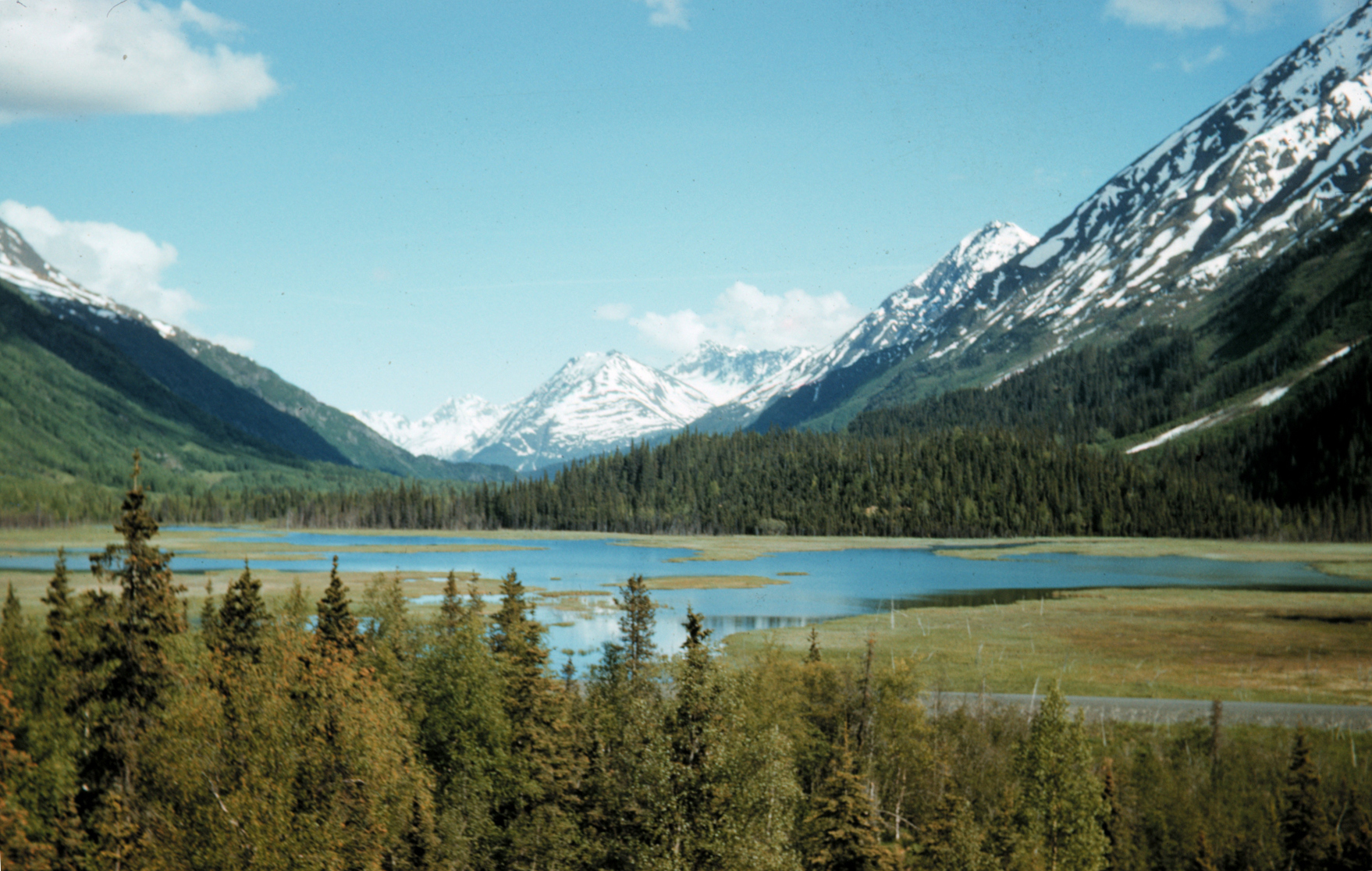
دریاچه ترن در تقاطع دو جاده اصلی برای دسترسی به شبه جزیره واقع شده‌است.

## شهرها و شهرستانها
این شبه جزیره شامل چندین تا از پرجمعیت‌ترین شهرها در جنوب مرکزی آلاسکا، از جمله سوارد در ساحل خلیج آلاسکا، سولدوتنا، کینای، استرلینگ، و کوپر لندینگ در امتداد خلیجک کوک و رودخانه کینای، و هومر، در امتداد خلیج کچمک، همراه با تعداد زیادی روستاها و آبادی‌های کوچکتر است.

## اقلیم
آب و هوای ساحلی شبه جزیره نسبتاً معتدل و با بارندگی فراوان است. این یکی از معدود مناطق در آلاسکا است که امکان کشاورزی را فراهم می‌کند، با فصل رشد مناسب برای تولید یونجه و چندین محصول دیگر.